# Asch (herb)
Asch (d’Asch) – rosyjski herb baronowski, zatwierdzony indygenatem w Rzeczypospolitej.

## Opis herbu
Opis zgodnie z klasycznymi regułami blazonowania:
W polu czerwonym trzy krokwie srebrne w słup. Nad tarczą korona baronowska o pięciu kulach. Nad nią trzy hełmy z klejnotami:
W pierwszym szpiczasta czapka czerwona, z takimż wyłogiem i zwieńczeniem złotym, obarczona krokwiami jak w godle i zwieńczona trzema piórami – jednym srebrnym między dwoma czerwonymi;
W drugim pół lwa czarnego w lewo, trzymającego chorągiew biało-zieloną o obramowaniu złotym, zatkniętą na włóczni srebrnej. W trzecim gryf srebrny, trzymający miecz o takiejż głowni i rękojeści złotej;
Trzymacze: Z prawej lew czarny w lewo, patrzący w prawo, trzymający w prawej łapie chorągiew jak w klejnocie;
z lewej gryf srebrny, patrzący w lewo, trzymający w prawej łapie miecz jak w klejnocie. 
Pod całością dewiza Virtute duce.

W polu czerwonem trzy krokwie srebrne jedna nad druga. Nad tarczą – francuska baronowska korona, nad nią trzy hełmy: nad środkowym w koronie czapka srebrna spiczasta z czerwonym wyłogiem i z czterema krokiewkami czerwonemi, nad soba położonemi, zakończona złotą kulka z trzema piórami strusiemi: białem pomiędzy czerwonemi; nad hełmem prawym w koronie pół lwa złotego w lewo, trzymającego choragievv obramowaną złotem, o polach białem i czerwonem; nad lewym zaś – w koronie pot gryfa srebrnego z wzniesionym mieczem w prawej szponie. Labry czerwone podbite srebrem. Tarczę podtrzymują: z prawej strony lew czarny, trzymający w lewej łapie chorągiew takąż jak
opisana wyżej, a z lewej -- gryf srebrny z mieczem w prawej szponie. Pod tarcza na wstędze godło : VIRTUTE DUCE.

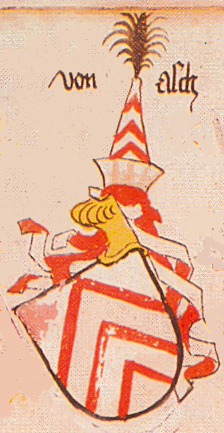
Herb rodu d’Asch w herbarzu księcia Albrechta VI Austriackiego

## Najwcześniejsze wzmianki
Jest to herb rosyjskiego rodu d’Asch, pochodzącego ze Śląska. Został zatwierdzony indygenatem w roku 1768 przez króla Stanisława Augusta dla rezydenta rosyjskiego, barona Iwana (Jana) d’Asch

## Herbowni
Asch – d’Asch.